# The Animals (musikalbum, Storbritannien)
The Animals är den brittiska musikgruppen The Animals sälvbetitlade debutalbum. Albumet utgavs i en brittisk version av EMI's Columbia Records och en amerikansk version genom MGM Records.

## Låtlista
Sida 1
1. "The Story of Bo Diddley" (Eric Burdon/Ellas McDaniel) – 5:44
2. "Bury My Body" (Trad., arr.: Alan Price) – 2:52
3. "Dimples" (John Lee Hooker/James Bracken) – 3:19
4. "I've Been Around" (Fats Domino) – 1:40
5. "I'm in Love Again" (Fats Domino/Dave Bartholomew) – 3:03
6. "The Girl Can't Help It" (Bobby Troup) – 2:24

Sida 2
1. "I'm Mad Again" (John Lee Hooker) – 4:17
2. "Bad Boy" (Roddy Jackson/Don Christy) – 2:21
3. "The Right Time" (Lew Herman) – 3:48
4. "Memphis, Tennessee" (Chuck Berry) – 3:08
5. "Boom Boom" (John Lee Hooker) – 3:19
6. "Around and Around" (Chuck Berry) – 2:46

## Medverkande
Musiker (The Animals)
- Eric Burdon – sång
- Hilton Valentine – gitarr, sång
- Alan Price – keyboard, sång
- Chas Chandler – basgitarr, sång
- John Steel – trummor, percussion

Produktion
- Mickie Most – musikproducent
- Val Valentin – ljudtekniker